# البینگ (کانزاس)
البینگ (به انگلیسی: Elbing) شهری در ایالت کانزاس کشور ایالات متحده آمریکا است که جمعیت آن در سرشماری سال ۲۰۱۰ میلادی، ۲۲۹ نفر بوده‌است.